# Saison 3 de Wolfblood
Chronologie
Saison 2
La troisième saison de Wolfblood : Le Secret des loups a été diffusée sur CBBC à partir du 15 septembre 2014.

## Distribution de la saison

### Acteurs principaux
- Bobby Lockwood (VF : Antonio Lo Presti) : Rhydian Morris
- Leona Kate Vaughan : Jana
- Louisa Connolly-Burnham (VF : Cathy Boquet) : Shannon Kelly
- Kedar Williams-Stirling (VF : Grégory Praet) : Thomas « Tom » Okanawe

## Liste des épisodes

### Épisode 1:Arrière-Pensées
- Royaume-Uni : 15 septembre 2014
- France,  Suisse,  Belgique : 7 février 2015 sur Disney Channel

### Épisode 2:Wolfbloods vs Humains
- Royaume-Uni : 16 septembre 2014
- France,  Suisse,  Belgique : 14 février 2015

### Épisode 3:Tensions et Mensonges
- Royaume-Uni : 22 septembre 2014

### Épisode 4:Les Liens du sang
- Royaume-Uni : 23 septembre 2014
- France,  Suisse,  Belgique : 28 février 2015

### Épisode 5:Les Siècles obscurs
- Royaume-Uni : 29 septembre 2014
- France,  Suisse,  Belgique : 7 mars 2015

### Épisode 6:Qui a peur du Grand méchant loup?
- Royaume-Uni : 30 septembre 2014
- France,  Suisse,  Belgique : date inconnue

### Épisode 7:Les Loups parmi nous
- Royaume-Uni : 6 octobre 2014

### Épisode 8:La Comète
- Royaume-Uni : 7 octobre 2014

### Épisode 9:Le Remède
- Royaume-Uni : 13 octobre 2014

### Épisode 10:Effets secondaires
- Royaume-Uni : 14 octobre 2014

### Épisode 11:Les Soupçons de M. Jeffries
- Royaume-Uni : 20 octobre 2014

Après avoir vu les yeux de Tom, Mr Jeffries ne peut s'empêcher de repenser à tous les événements bizarres qui ont eu lieu à Stoneybridge et commence à poser des questions. Notamment à Liam, dont il se souvient qu'il avait vu une bête dans les tunnels souterrains miniers l'année précédente.

### Épisode 12:Cerbère
- Royaume-Uni : 21 octobre 2014

Les employés de Segolia sont à la recherche du groupe de Rhydian, persuadé qu'il cache son père, toujours suspecté de vol au sein de Segolia. Ils retrouvent leurs traces mais des alliés inattendus viennent leur prêter main-forte. 
Ils vont donc interroger Me Jeffries pour connaître leur cachette mais il ne se laisse pas abuser. Ayant appris que le groupe avait un allié au sein de Segolia, ils partent à leur poursuite.
Le Dr Kincaid arrive à leur rescousse.

### Épisode 13:Dernier Lever de lune
- Royaume-Uni : 27 octobre 2014

Le Dr Kincaid n'était pas celui qu'il semblait être, le groupe est fait prisonnier.
Pendant ce temps, Shannon et Tom, accompagnés de Liam, Mr Jeffries, Dacia et Sweeney, tentent de trouver une solution pour les retrouver et les libérer.
Jana retrouve sa meute mais une mauvaise nouvelle vient les déstabiliser.
Ils arrivent enfin à s'enfuir et à retrouver Rhydian, laissé en tête à tête avec Kincaid.